# Alexandra Mey
Claudia Alexandra Morales Mejías, còn được gọi là Alexandra Mey (sinh ngày 22 tháng 10 năm 1992) là một nữ diễn viên, người mẫu, nữ ca sĩ, nhà soạn nhạc và nhà sản xuất người Venezuela.

## Nghề nghiệp
Alexandra Mey bắt đầu sự nghiệp với tư cách là một nữ diễn viên trong vở kịch Fiddler on the Roof, tại Aula Magna của Đại học Trung tâm Venezuela, trước khi học diễn xuất trong Teatro Luz ở Caracas.
Lần xuất hiện trên truyền hình đầu tiên của Morales là khi cô 14 tuổi, trong loạt phim Somos tú y yo. Chương trình là một bản sao giữa Boomerang Mỹ Latinh và Venevisión, và được phát sóng ở Châu Mỹ Latinh cũng như Châu Âu, Trung Đông và một phần của Châu Á. Morales được đặc trưng trong nhạc nền của bộ truyện, hát những bài hát sẽ trở thành một phần của chuyến lưu diễn quốc gia Venezuela. Chương trình được công chiếu tại Venezuela vào ngày 27 tháng 6 năm 2007 trên kênh Venevisión và tập cuối cùng được khoảng 5,9 triệu người xem, khiến nó trở thành một trong những chương trình thành công nhất của kênh này. Tại Châu Mỹ Latinh và châu Âu, chương trình được công chiếu vào ngày 15 tháng 1 năm 2008 trên Boomerang. Tập cuối cùng của phim này được phát sóng vào ngày 15 tháng 12 năm 2008 và đã nhận được khoảng 9,8 triệu người xem, lượng khán giả lớn nhất nhận được cho bất kỳ tập cuối nào trên Boomerang Mỹ Latinh. Morales vẫn ở trong dàn diễn viên cho Somos tú y yo: un nuevo día, một phần phụ, với cả hai đều dựa trên bộ phim Greas của Mỹ. Điều này được công chiếu vào ngày 17 tháng 8 năm 2009 trên Boomerang Mỹ Latinh.
Vào năm 2010, Morales đóng vai chính, Katherina Petrov, trong loạt phim gốc La Banda của Boomerang. Chương trình là một phiên bản chuyển thể từ Telenovela Rebelde Way của Argentina. Chương trình được công chiếu vào ngày 25 tháng 7 năm 2011 trên Boomerang Mỹ Latinh.